# High-Speed Uplink Packet Access
High-Speed Uplink Packet Access (HSUPA) is een protocol voor de mobiele telefoon, en wordt ook wel 3.75G (of "3¾G") genoemd.
Op 18 april 2006 startte T-Mobile Nederland als eerste operator in Nederland met het aanbieden van deze dienst. Op 2 oktober 2006 volgde Vodafone. Ook KPN is met deze dienst gestart. 

## Technologie
HSUPA gebruikt een uplink enhanced dedicated channel (E-DCH), waarmee een verbinding gemaakt kan worden zoals bij HSDPA, maar aangevuld met:
- een kortere Transmission Time Interval (TTI), wat zorgt voor het sneller opzetten van een verbinding,
- HARQ (hybride ARQ) met Incrementele Redundantie waardoor hertransmissies effectiever worden.

Gelijk aan HSDPA gebruikt HSUPA een packet scheduler, die functioneert door middel van een vraag toegang, krijg toegang principe, waarmee de UE (User Equipment) toestemming kan vragen om data te versturen. De planner bepaalt welke en hoeveel UE's er toegelaten worden om dit te doen. Een verzoek voor transmissie bevat informatie over de staat van de transmissiebuffer, wachtrij van de UE en z'n beschikbare zendkrachtmarge.
Ter aanvulling van deze geplande modus voor transmissies, voorziet de standaard ook in een zelf-geïnitieerde transmissiemodus van de UE's, genaamd niet-gepland mode. Deze niet-geplande mode kan bijvoorbeeld gebruikt worden voor VoIP-services waarbij zelfs gereduceerd TTI en de Node-B gebaseerde planner niet de mogelijkheid heeft om de korte vertragingstijd en constante bandbreedte te verkrijgen die hiervoor nodig is.